# Espenlohtunnel
Der Espenlohtunnel ist ein 2.235 m langer Eisenbahntunnel der Schnellfahrstrecke Hannover–Würzburg. Er durchfährt Hänge des linken Mainufers nördlich von Würzburg.

## Verlauf
Die Trasse beschreibt in südlicher Richtung eine Gerade. Die Gradiente steigt dabei zunächst mit 12,5 Promille an, um anschließend zum Südportal hin mit 12,5 Promille abzufallen.
Nördlich schließt sich die Leinachtalbrücke an das Bauwerk an, südlich folgt der Eichelbergtunnel.
Im Tunnel liegt die Überleitstelle Espenloh. Die vier Weichen werden durch vier, ebenfalls im Tunnel stehende Hauptsignale gedeckt. Vor dem südlichen Tunnelportal liegt eine Heißläuferortungsanlage.

## Geschichte

### Planung
Nach dem Planungsstand von Ende 1977 waren im Bereich des heutigen Tunnels zwei kurze Röhren vorgesehen: An die Leinachtalbrücke sollte sich dabei ein 320 m langer Tunnel anschließen, auf den, nach einem kurzen Einschnitt, ein Tunnel von 530 m Länge folgen sollte. Beide Tunnel sollten dabei mit 12,5 Promille nach Süden anstiegen, während der folgende fallende (heute fast vollständig im Espenlohtunnel liegende) Abschnitt als Einschnitt realisiert werden sollte. Der gesamte Abschnitt war im Grundriss als Gerade geplant.

### Bau
Im Oktober 1983 begannen bauvorbereitende Arbeiten. Zu diesem Zeitpunkt war für das Bauwerk noch eine Gesamtlänge von 2213 m geplant gewesen.
Der Tunnel wurde am 22. März 1984 angeschlagen und am 27. August 1985 durchgeschlagen. Die Mineure hatten dabei rund um die Uhr im Zwei-Schichten-Betrieb gearbeitet. Ende August 1985 löste Monika Schreier, die Ehefrau des damaligen Würzburger Landrats, die symbolische letzte Sprengung aus. Zu diesem Zeitpunkt war vorgesehen, die Arbeiten am Tunnel Ende April 1986 sieben Monate früher als ursprünglich vorgesehen abzuschließen. Die Röhre wurde als 13. Tunnel fertiggestellt und er galt als einer der schwierigsten der bis dahin durchgeschlagenen Tunnels im Südabschnitt. Während der Bauarbeiten war ein Todesopfer zu beklagen: Der Mineur Johann Merzinger starb bei einem Arbeitsunfall.
In der Nacht zum 3. September 1985, gegen 2 Uhr, richtete ein Großbrand in einem Elektro- und Ersatzteillager an der Tunnelbaustelle einen Sachschaden in Höhe von einer halben Million D-Mark an.
Der Tunnel wurde von einer Arbeitsgemeinschaft der Unternehmen Polensky & Zöllner, Porr und Stuag errichtet.
In der Planungs- und Bauphase lag die nach dem Wald bzw. der Flurabteilung Espenloh benannte Röhre in den Baukilometern 298 bis 300.